# Enric Ticó i Buxadós
Enric Ticó i Buxadós (Barcelona, 15 de desembre de 1959) és un advocat i polític català.

## Biografia
Llicenciat en dret per la Universitat de Barcelona el 1981. És diplomat del Curs de les Comunitats Europees organitzat pel Patronat Català Pro-Europa i el Ministeri d'Afers Exteriors d'Espanya. És funcionari del cos superior d'administració de la Generalitat de Catalunya i lletrat de l'Institut Català del Sòl des de 1983. És membre de la Federació Nacional d'Estudiants de Catalunya (FNEC), de l'Associació Catalana de Juristes Demòcrates, de l'Asociación Española de Técnicos Urbanistas i de l'Associació de Joves Escriptors en Llengua Catalana.
El 1987 fou secretari de la Joventut Nacionalista de Catalunya i militant de Convergència Democràtica de Catalunya des de 1978. Fou elegit diputat a les eleccions al Parlament de Catalunya de 1984 per Convergència i Unió. Al Parlament de Catalunya ha estat Secretari de la Comissió de Justícia, Dret í Seguretat Ciutadana (1984-1988) i de la Comissió d'Estudi sobre les Bosses de Pobresa (1988). El 1987 dirigí la campanya del Departament d'Ensenyament A l'escola, participa.
El 1996 fou nomenat Director General de Ports i Transports, càrrec que ocupà durant vuit anys, amb Artur Mas, Pere Macias i Felip Puig com Consellers de PTOP fins a exhaurir la VI legislatura. El 2003 fou membre del consell d'administració de l'Autoritat del Transport Metropolità (ATM). Des de l'any 2005 ostenta la presidència de la Federació Espanyola de Transitaris, Expedidors Internacionals i Assimilats, Organització per a la Logística, el Transport i la Representació Duanera (FETEIA-OLTRA). Entre el 2011 i el 2018 va ser president de Ferrocarrils de la Generalitat de Catalunya (FGC). Actualment és President i Conseller Delegat de Cimalsa.